# Руслан Хайхороев
Руслан Хусенович Хайхороев (1963 – 8 септември 1999) – чеченски военен командир, бригаден генерал на Ичкерийската армия, родом от племето Хайхорой, един от лидерите на отбраната на село Бамут по време на Първата чеченска война. Руските власти го обвиняват в тероризъм и отвличане на руски граждани.
Той е член на незаконни въоръжени банди на самопровъзгласилата се Чеченска република Ичкерия (ЧРИ), участник в чеченските войни и полеви командир; замесен в множество отвличания на хора за откуп и изнудване, организиране на терористични актове, въоръжени нападения и убийства, включително мотивирани от религиозна омраза (убийството на Евгений Родионов).